# Hapoel Jerozolima
Hapoel Jerusalem Football Club (hebr. מועדון כדורגל הפועל ירושלים, Mōadōn Kadūregel Hapoel Yerushaláyim) – izraelski klub piłkarski z Jerozolimy.

## Historia
Klub został założony w 1926 roku. Debiutował w najwyższej lidze, zwanej wówczas Liga Leumit, w 1957. Do 2000 roku 33 sezony zaliczył w najwyższej lidze. W sezonie 1999/00 zajął ostatnie 14. miejsce i spadł do Liga Leumit będącej ówcześnie już drugim poziomem rozgrywkowym, a w następnym sezonie do trzeciej ligi zwanej Liga Arcit. Ale w następnym sezonie zdobył mistrzostwo i powrócił do Liga Leumit. Po sezonie 2006/07 klub ponownie spadł do Liga Arcit. Po roku gry w trzeciej lidze ponownie wrócił do Liga Leumit. Po sezonie 2009/10 kolejny raz spadł do trzeciej ligi, zwanej już Liga Alef.

## Sukcesy
- 3. miejsce w Liga Leumit: 1972/73
- zdobywca Pucharu Izraela: 1973
- finalista Pucharu Izraela: 1972, 1998